# Pont des Trous
Pont des Trous er en bro over floden Schelde i byen Tournai i Belgien. Broen består af tre buer, hvoraf den midterste var den største, og et tårn på hver side af floden. Broen er opført i første halvdel af 1300-tallet i gotisk stil.
Det er den ældste eksisterede bro af sin art i Europa, og broen blev fredet i 1991 fredet. Den 2. august 2019 begyndte en dekonstruktion af broen for at hæve den 2,4 m for at lette skibstrafikken